# Liste der Biografien/Bix
Liste der Biografien |
Portal Biografien |
Personensuche
# |
A |
B |
C |
D |
E |
F |
G |
H |
I |
J |
K |
L |
M |
N |
O |
P |
Q |
R |
S |
T |
U |
V |
W |
X |
Y |
Z |
?
 
Ba |
Be |
Bd |
Bg |
Bh |
Bi |
Bj |
Bl |
Bm |
Bn |
Bo |
Br |
Bs |
Bu |
Bw |
By |
Bz
 
Bia–Bid |
Bie |
Bif–Bim |
Bin |
Bio |
Bip |
Bir |
Bis |
Bit |
Biu |
Biv |
Biw |
Bix |
Biy |
Biz
Die Liste der Biografien führt alle Personen auf, die in der deutschsprachigen Wikipedia einen Artikel haben. Dieses ist eine Teilliste mit 13 Einträgen von Personen, deren Namen mit den Buchstaben „Bix“ beginnt.

## Bix

### Bixb
- Bixby, Bill (1934–1993), US-amerikanischer Schauspieler und RegisseurBill Bixby (1934–1993)

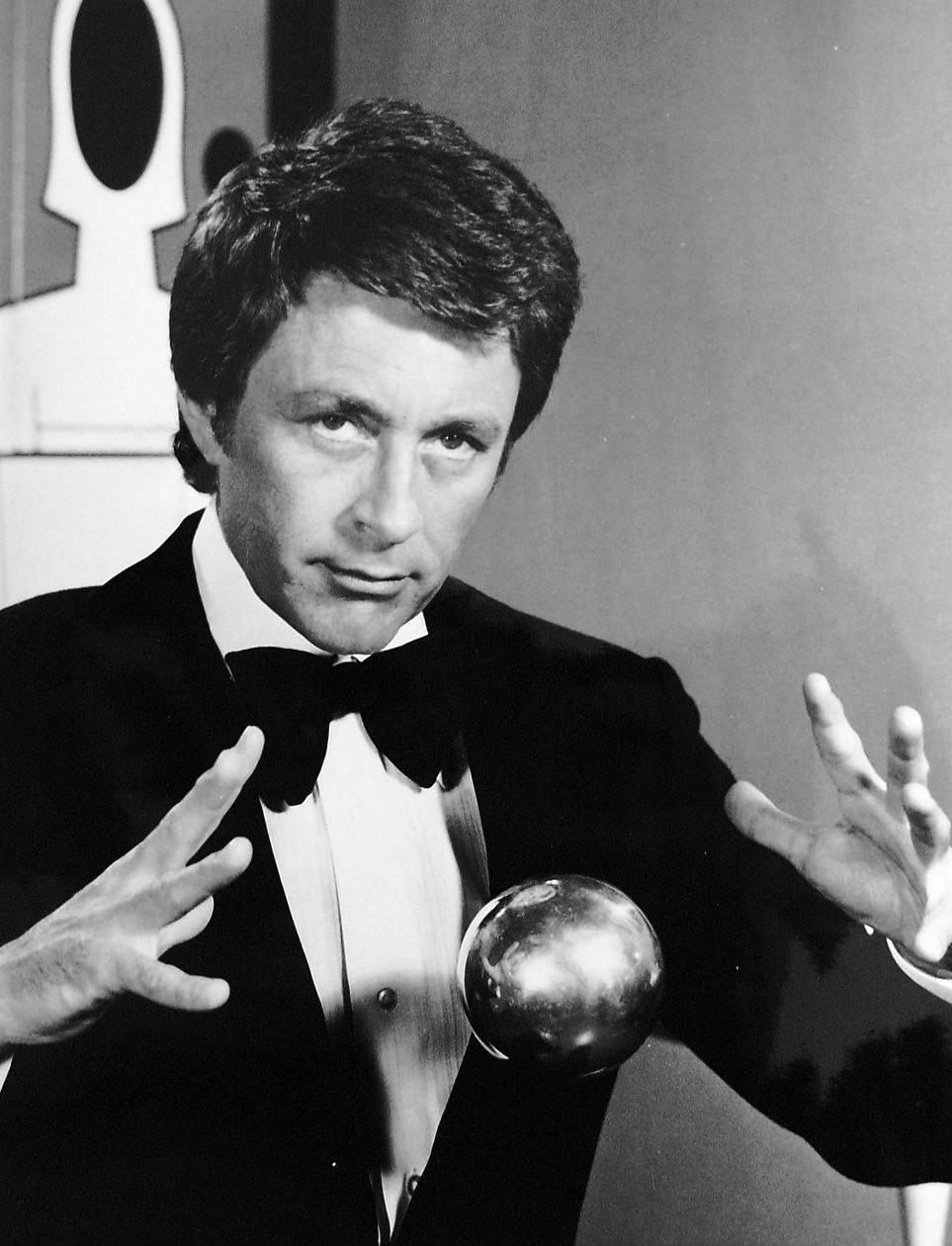
Bill Bixby (1934–1993)

- Bixby, Jerome (1923–1998), US-amerikanischer Drehbuchautor und Science-Fiction-Autor
- Bixby, Robert (* 1945), US-amerikanischer Mathematiker
- Bixby, William Herbert (1849–1928), US-amerikanischer Offizier, Brigadegeneral der US-Army

### Bixi
- Bixio, Cesare Andrea (1896–1978), italienischer Komponist
- Bixio, Giorgio (1912–1984), italienischer Schauspieler
- Bixio, Nino (1821–1873), italienischer Freiheitskämpfer, General und Politiker
- Bixio, Pietro (1875–1905), italienischer Bahnradsportler

### Bixl
- Bixler, Dallas (1910–1990), US-amerikanischer Gymnastiksportler
- Bixler, Denise, US-amerikanische Schauspielerin und ein ehemaliges Model
- Bixler, Harris Jacob (1870–1941), US-amerikanischer Politiker
- Bixler, Solon (* 1977), US-amerikanischer Indie-Rock-Sänger und Gitarrist
- Bixler-Zavala, Cedric (* 1974), US-amerikanischer Sänger